# Adrian Parker
Adrian Parker   () és un pentatleta anglès, ja retirat, que va competir durant la dècada de 1970.
El 1976 va prendre part en els Jocs Olímpics d'Estiu de Montreal, on disputà dues proves del programa de pentatló modern. Junt a Jim Fox i Danny Nightingale guanyà la medalla d'or en la competició per equips, mentre en la competició individual fou cinquè.
En el seu palmarès també destaca el campionat britànic de 1975.